# Julie Kirkwood
Julie Kirkwood – amerykańska operatorka filmowa.

## Życiorys
Ukończyła studia fotograficzne na uczelni College for Creative Studies (CCS) w Detroit; jej specjalizacją były fotosy filmowe. Następnie kilkukrotnie zmieniła miejsce zamieszkania, przenosząc się do Nowego Jorku, San Francisco, a wreszcie do Los Angeles. Tam zaczęła pracę jako operatorka filmowa. Kirkwood pracowała nad dramatem krótkometrażowym Come Nightfall, który w styczniu 2003 roku wyświetlono na Sundance Film Festival. Od tego momentu efekty jej pracy często prezentowane były podczas światowych festiwali. Jej zdjęcia do filmu Jesienna podróż (Journey from the Fall) wyróżniono nagrodą MIFF w trakcie gali Milano International Film Festival Awards 2006. W 2009 praca nad kryminałem Watchtower przyniosła jej nagrodę Emerging Cinematographer (EC). Kirkwood jest autorką zdjęć do dwóch horrorów Oza Perkinsa: Zło we mnie (February, 2015) oraz I Am the Pretty Thing That Lives in the House (2016). Współpraca z Perkinsem przyniosła jej pozytywne recenzje.